# Lingvo Internacia (časopis)
Lingvo internacia byl časopis v jazyce esperanto, vydávaný mezi lety 1895 a 1914 klubem esperantistů v Uppsale, později pak v Maďarsku. Vznikl v roce 1895 jako reakce na zánik prvního esperantského časopisu La Esperantisto a v této době tak byl jediným časopisem svého druhu.
Jeho prvními redaktory byli švédský student Valdemar Langlet z Uppsaly a ruský chemik Vladimir Gernet z Oděsy. Od roku 1897 byl redaktorem Paul Nylén.